# Tiefe Operation
Die Theorie der tiefen Operation (russisch Теория глубокой операции Teorija glubokoi operazii) war eine sowjetische Militärdoktrin, die in den 1920er Jahren von Generalstabsoffizieren der Roten Armee, u. a. von Wladimir Triandafillow, konzipiert wurde.

## Inhalt
Der Ansatz Triandafillows sah einen je nach Breite und Tiefe der feindlichen Verteidigung berechneten, exakt bestimmten Angriffsablauf vor, der es erlauben sollte, den Gegner in der ganzen Tiefe seiner Stellungszone gleichzeitig zu bekämpfen. Dabei sollten verschiedene Truppenverbände gleichzeitig in unterschiedlichen, koordinierten Angriffsoperationen geführt werden. Der Durchbruch sollte durch mobile, mechanisierte Korps mit Panzern und Flugzeugen erfolgen, die im feindlichen Hinterland den Gegner an einer Neuformierung seiner Kräfte hindern sollten. Hierbei sollte vor allem die im Ersten Weltkrieg von der deutschen Armee eingeführte Stoßtrupptaktik zur Anwendung kommen.

## Entstehung
Die Rote Armee verfügte während der 1920er Jahre über kein einheitliches Konzept zur operativen Kriegsführung bzw. zur Operationsplanung. Daher entstand schon kurze Zeit nach der Gründung der sowjetischen Streitkräfte eine Kontroverse um die Grundpositionen der Ermattungsstrategie (russisch strategija ismora) und der Vernichtungs- bzw. Niederwerfungsstrategie (russisch strategija sokrusenija).
Hauptvertreter der Ermattungsstrategie war der Lehrstuhlinhaber für Kriegsgeschichte an der Militärakademie „M.W. Frunse“ in Moskau, Alexander Swetschin. Die Strategie sollte den Gegner nicht durch schnelle Entscheidungsschlachten besiegen, sondern ihn durch eine Kette begrenzter militärischer Aktionen über einen langen Zeitraum schwächen und zu einer Einstellung der Kampfhandlung bewegen.
Dem widersprachen die Vertreter der Vernichtungsstrategie unter Wortführung des Chefs des Generalstabes der Roten Armee, Michail Tuchatschewski. Sie verwiesen auf die damals modernen Möglichkeiten der Operationsführung mit Panzern, Flugzeugen, Giftgas und Langstreckenartillerie als eine bewegliche Gefechtsführung mit dem Ziel der Vernichtung der gegnerischen Streitkräfte. Die dazu im Jahre 1929 verfasste Doktrin des stellvertretenden Generalstabschefs, Wladimir Triandafillow: „Charakter der Operationen moderner Armeen“ (russisch Характер операций современных армий) beinhaltete die Idee der Tiefen Operation. Ausgangspunkt waren die Erfahrungen der Endphase des Ersten Weltkrieges, in dem starre Fronten keinerlei operative Handlungsspielräume mehr boten. Die Lösung wurde in einem entsprechenden Durchbruch der Verteidigungslinien des Gegners mit anschließender Wiedererlangung der Operationsfreiheit in der Tiefe des gegnerischen Raumes gesehen.
1935 wurde die Doktrin der tiefen Operation von der Roten Armee übernommen und während eines großangelegten Manövers praktisch umgesetzt.
Nach Selbstaussage besaß die Rote Armee keine entsprechend entwickelte Theorie der Verteidigung. So heißt es in dem offiziellen 12-bändigen Werk „Geschichte des Zweiten Weltkrieges 1939–1945“:

„Die militärischen Führungsorgane ließen faktisch die strategische Verteidigung außer acht, weil sie die zukünftigen Operationen der Sowjetarmee und der Seekriegsflotte fast ausschließlich als Angriffshandlungen betrachteten. Wie General I. W. Tjulenew auf der Dezembertagung von 1940 feststellte, verfügte die sowjetische Kriegskunst damals über keine ausreichend begründete Verteidigungstheorie, die der Theorie und Praxis der tiefen Angriffsoperation der Armee adäquat gewesen wäre. Die Verteidigungshandlungen der Truppen in der Anfangsperiode eines Krieges wurden nur für Teile der strategischen Front und hinsichtlich der vor den Deckungsarmeen stehenden Aufgaben betrachtet.“

## Durchführung
Im Zuge des Großen Terrors in der Sowjetunion der 1930er Jahre wurden bedeutende Vertreter der Tiefen Operation liquidiert, darunter auch der Vordenker Tuchatschewski. Infolgedessen wurde die Militärdoktrin zwischen 1936 und 1939 auch im Hinblick auf die Erfahrungen der Roten Armee im Spanischen Bürgerkrieg und im finnisch-sowjetischen Winterkrieg vernachlässigt.
Die Wehrmacht stellte während ihres Westfeldzuges 1940 die erfolgreiche Durchführbarkeit der Strategie unter Beweis, was mit dem Begriff des Blitzkrieges in die Geschichte einging.
Im Sommer 1944 setzte die Rote Armee die Tiefe Operation erfolgreich im Rahmen der Operation Bagration ein, die den Zusammenbruch der Heeresgruppe Mitte zur Folge hatte.

## Einschätzung
Sally W. Stoecker schätzt die Bevorzugung der offensiv orientierten Vernichtungsstrategie, die auf den Theorien des Tiefen Gefechts und der Tiefen Operation basierte, als „rätselhaft“ ein, angesichts der langen Traditionen bei strategischen Verteidigungsoperationen, der Geographie, der Einschätzung der Bedrohungslage und den Möglichkeiten der Roten Armee bei den Kampfeinheiten und im rückwärtigen Gebiet.